# Esprit Antoine Blanchard
Pour les articles homonymes, voir Blanchard.
Œuvres principales
- Te Deum

Esprit Antoine Blanchard est un musicien et compositeur français né le 29 février 1696 à Pernes-les-Fontaines (actuellement dans le Vaucluse) et mort le 10 avril 1770 à Versailles.

## Biographie

### Jeunesse et formation
Né à Pernes-les-Fontaines dans une maison située vers le Planet de Guidan, proche de l’ancien quartier juif, il est le huitième enfant d'une fratrie de dix.
Il est très tôt remarqué pour sa voix splendide qui fait l'admiration de tous. Il est placé comme enfant de chœur au chapitre de l'église de Saint-Sauveur à Aix, où il a comme professeur Guillaume ou Georges Poitevin. En plus de la musique, il apprend le latin, la théologie et les mathématiques. Il y fait la connaissance de André Campra (1660-1744), maître et compositeur de musique.

D'Or à un ours de sable musclé d'argent

### Maître de musique
En 1717, âgé de 21 ans il devient maître de musique à l'Abbaye Saint-Victor de Marseille, il sera ensuite nommé à la Cathédrale Notre-Dame-de-la-Seds de Toulon, poste qu'avait également occupé André Campra, puis à l'église métropole de Besançon en 1735 et enfin à la Cathédrale d'Amiens. Dès 1732 certaines de ses œuvres sont exécutées au Concert Spirituel. L'audition devant Louis XV, en 1737, de son motet Laudate Dominum semble avoir décidé de sa promotion à la Chapelle Royale l'année suivante. C'est en 1738 qu'il succède en effet comme sous Maître à Nicolas Bernier, jusqu'à sa mort en 1770. En 1748 il devient également directeur des pages de la musique de la Cour, charge qu'il conserve jusqu'en 1757. La réorganisation-fusion de 1761 des différents départements musicaux lui vaut également le titre de maître de la chapelle du Roi et un anoblissement en 1764.
Bien qu'il reçoive le surnom d'Abbé, qu'il n'est pas, il se marie en 1754, alors qu'il a 58 ans ; il aura de cette union trois enfants.
En 1763, il compte dans son auditoire de la Chapelle royale de Versailles un jeune garçon de sept ans, attentif à ses motets et dont il est loin d'imaginer le destin : Wolfgang Amadeus Mozart.
Il a rencontré Jean-Jacques Rousseau qui fut musicien à la Cathédrale d'Annecy et à qui il donna quelques conseils avisés. Il meurt à Versailles le 10 avril 1770 âgé de 74 ans.

## Œuvres
Il composa un Te Deum qui servit en 1745 à la célébration de la victoire de Fontenoy.
Conservé par un manuscrit autographe de la Bibliothèque nationale et intitulé Cantique d'action de grâces pour les conquêtes de Louis XV est connu pour avoir retenti à Versailles le 12 mai 1745, le lendemain de la victoire de Fontenoy, dernier vrai triomphe guerrier de la monarchie française. Son surnom de Te Deum de Fontenoy ne doit pas masquer pour autant le fait que l'œuvre a été composée l'année précédente (le manuscrit porte la date d'achèvement du 20 mai 1744) pour célébrer les victoires remportées au cours de la guerre de succession d'Autriche, ouverte en 1741. La première audition eut lieu le 26 octobre 1744 à Paris, à l'initiative des receveurs généraux des Finances, en action de grâces précisément pour la guérison du Roi tombé gravement malade en se rendant à la campagne d'Alsace.
Composé pour le quartier d'avril 1749 de la Chapelle Royale, le motet In Exitu Israël a encore été applaudi au Concert Spirituel en 1763. Le Psaume CXIII est un des rares psaumes qui, tout en louant Dieu, détaille les motifs de cette louange et prend à témoin la nature (le fleuve et la mer Rouge ), des prodiges accomplis par le Seigneur dans l'histoire de son peuple. Ce motet dont le style, les couleurs et les procédés descriptifs ne sont pas sans évoquer le style de Rameau, est particulièrement remarquable par son caractère pictural. Dans le passage intitulé : Les eaux de la mer Rouge se séparent pour faire passage au peuple de Dieu, le musicien donne à voir comme le peintre historiographe ; la musique évoque ici la tempête, et le récit de basse-taille halète sous les sifflements du vent (Mare vidit et fugit ... Jordanis conversus est retrorsum) ; un peu plus loin c'est la terre qui tremble sur un grondement de basson qui donne lieu à un extraordinaire travail des cordes. Motet tout à fait remarquable par son caractère religieux et assez proche de certaines compositions opératiques, il donne à découvrir un compositeur peu connu, probablement, en raison du caractère exclusivement religieux de son œuvre. L'œuvre a été restituée en 2003 par Michel Lefèvre et donnée et enregistrée en 2004 en première audition mondiale par l'Ensemble Jubilate de Versailles - Dir Michel Lefèvre. (Ms autographe, Paris, BNF,H516)-(CD Rejoyce (4 diapasons))
Il est l'auteur de 46 motets pour solistes, chœurs et orchestres, conservés à la Bibliothèque nationale de France (BNF).

## Discographie
- Te deum, Ensemble Stradivaria, Choeur Marguerite Louise, dir. Gaetan Jarry. CD Chateau de Versailles spectacles 2019
- Magnificat à la Chapelle Royale, trois motets à grand choeur : Magnificat, De profundis et In exitu Israel. Orchestre les Passions dir. Jean-Marc Andrieu 2016 enregistrement Radio-France